# حارة بيت عذران (صنعاء)
حارة بيت عذران هي إحدى حارات حي عصر الاعلى بمديرية معين إحد مديريات العاصمة اليمنية صنعاء، بلغ تعداد سكانها 1071 نسمة حسب تعداد اليمن لعام 2004.